# Satan es diverteix
Satan es diverteix (títol en castellà: Satán se divierte; títol en francés Satan s'amuse) és un curtmetratge mut francoespanyol de 1907 dirigit pel pioner del cinema Segundo de Chomón.

## Argument
Aparentment a l'infern, Satan, representat com un esquelet amb banyes i vestit amb una capa, s'entreté realitzant una sèrie de trucs d'il·lusionisme. Durant l'execució dels trucs, fins a cinc dones l'ajuden. Al final del curtmetratge, una de les dones mata a Satán i se'n porta la seua capa.

## Efectes especials
El curtmetratge destaca per la utilització d'efectes especials com la levitació de persones, desaparició d'objectes i la utilització de càmera enrere.